# Парламентські вибори в Ізраїлі 2022
Парламентські вибори в Ізраїлі 2022 року — загальні вибори які відбулися 1 листопада 2022 року, на яких було обрано 120 депутатів з Кнесету. Після парламентських виборів 2021 року наступні чергові вибори мали пройти не пізніше 11 листопада 2025 відповідно до чотирирічного терміну. Проте у червні 2022 року парламент 24-го скликання було розпущено та призначені дострокові вибори.

## Остаточні результати
| Партія                      | Число мандатів | % голосів від загального |
| --------------------------- | -------------- | ------------------------ |
| Лікуд                       | 32             | 23,41%                   |
| Єш Атід                     | 24             | 17,78%                   |
| Га-Ціонут га-датіт          | 14             | 10,83%                   |
| Га-Махане га-мамлахті       | 12             | 9,08%                    |
| ШАС                         | 11             | 8,24%                    |
| Ягадут га-Тора              | 7              | 5,88%                    |
| Наш дім Ізраїль             | 6              | 4,49%                    |
| Об'єднаний арабський список | 5              | 4,07%                    |
| Хадаш-ТААЛЬ                 | 5              | 3,75%                    |
| Авода                       | 4              | 3,69%                    |